# Goward Peak
Der Goward Peak ist ein rund 500 m hoher und spitzer Berg auf der westantarktischen Rothschild-Insel. In den Desko Mountains ragt er unmittelbar östlich des Fournier Ridge auf.
Das Advisory Committee on Antarctic Names  benannte ihn nach Richard F. Goward von der United States Coast Guard, diensthabender Offizier an Bord des Eisbrechers USCG Glacier bei der Operation Deep Freeze im Jahr 1969.